# Tex Gibbons
John Haskell "Tex" Gibbons, född 7 oktober 1907 i Elk City i Oklahomaterritoriet, död 30 maj 1984 i La Habra, var en amerikansk basketspelare.
Gibbons blev olympisk mästare i basket vid sommarspelen 1936 i Berlin.